# Evangelische Landeskirche in Württemberg
Die Evangelische Landeskirche in Württemberg ist eine von 20 Gliedkirchen (Landeskirchen) der Evangelischen Kirche in Deutschland (EKD) und Mitglied der Konferenz der Kirchen am Rhein. Wie alle Landeskirchen ist sie eine Körperschaft des öffentlichen Rechts; sie hat ihren Sitz in Stuttgart. Die Kirche hat 1.821.266 Gemeindeglieder (Stand: Dezember 2022) in 1169 Kirchengemeinden. Die Evangelische Landeskirche in Württemberg ist eine lutherische Kirche und Mitglied in der Gemeinschaft Evangelischer Kirchen in Europa (GEKE) sowie im Lutherischen Weltbund. Sie gehört weder zur Union Evangelischer Kirchen noch zur Vereinigten Evangelisch-Lutherischen Kirche Deutschlands, hat jedoch jeweils einen Gaststatus.
Hauptkirche der Evangelischen Landeskirche in Württemberg ist die Stiftskirche Stuttgart. Hier wurde 1534 von dem Marburger Prediger Konrad Oettinger eine der ersten evangelischen Predigten im Herzogtum Württemberg gehalten. Weitere bedeutende Kirchen sind das Ulmer Münster, die Kilianskirche Heilbronn, die Marienkirche Reutlingen, die Esslinger Stadtkirche St. Dionysius sowie die Kirche St. Michael Schwäbisch Hall. Eine Bildungseinrichtung der Landeskirche ist das Tübinger Stift. Die Landeskirche gründete 1945 die Evangelische Akademie Bad Boll als erste Einrichtung dieser Art, die als „Mutterhaus“ der kirchlichen Akademien gilt. Im selben Jahr wurde in Esslingen der Grundstock für die heutige Evangelische Hochschule für Kirchenmusik gelegt, die sich seit 1998 in Tübingen befindet.

## Gebiet
Das Gebiet der Evangelischen Landeskirche in Württemberg umfasst im Wesentlichen Württemberg und die Hohenzollernsche Lande.
Die ersten Jahrhunderte war die Landeskirche auf das Königreich Württemberg sowie den Volksstaat Württemberg begrenzt, der bis 1945 bestand. 1950, als die Evangelische Landeskirche in Württemberg den Ländern Württemberg-Baden und Württemberg-Hohenzollern angehörte, erfolgte die Eingliederung des hohenzollerschen Kirchenkreises der Rheinischen Landeskirche, die bis 1945/1948 zur Kirche der Altpreußischen Union gehörte. Die ursprüngliche Gottesdienstordnung wurde beibehalten. In den Folgejahren gab es ferner mit der benachbarten Evangelischen Landeskirche in Baden geringfügige Grenzveränderungen.

## Geschichte
Schon 1520/1524 gelang es den Schmugglern Dietmar Gall und Hanns Schmid lutherische Schriften zu verbreiten.
Der Freiburger Arzt Johannes Murer predigte erstmals 1523 in bäuerlicher Kleidung als „Karsthans“ das Priestertum aller Gläubigen in Württemberg. Bei seiner Verhaftung in Balingen bekannte er, dass er lieber sterben wolle, als auf die Verkündigung des Wortes Gottes zu verzichten. Murer starb dann ebenso den Märtyrertod für das Evangelium wie jene anderen 45 evangelischen Bauernkriegsprediger und -pfarrer.
Herzog Ulrich von Württemberg setzte 1534 in seinem Herzogtum Württemberg die Reformation durch. Dies war das Gründungsjahr der Evangelischen Landeskirche. Der Herzog, später der jeweilige König von Württemberg war damit auch Oberhaupt der Landeskirche als so genannter summus episcopus, d. h. der jeweilige Herrscher vereinigte die weltliche und die kirchliche Macht. Die bisherigen katholischen Bischöfe verloren alle Rechte. Als Reformator des Landes wurde Johannes Brenz eingesetzt, der die Reformation im Sinne von Martin Luther durchführte. Er ist in der Stiftskirche Stuttgart beigesetzt.
Die Evangelische Landeskirche in Württemberg war damit von Anfang an eine lutherische Kirche. Die Gottesdienstform ist jedoch der reformierten Tradition verpflichtet, d. h. die Gottesdienstfeier wird schlicht abgehalten (Oberdeutsche Form). Die in lutherischen Gemeinden sonst übliche Form der Lutherischen Messe wird nur selten praktiziert. 
1699 wurden 400 Hugenotten in Württemberg angesiedelt. Bis 1806 war das Herzogtum Württemberg ein rein evangelisches Gebiet. Erst als Württemberg Königreich wurde und von Napoleons Gnaden große katholische Gebiete (Oberschwaben) zugeschlagen bekam, endete diese einheitliche religiöse Struktur. 
Königsfeld im Schwarzwald ist eine planmäßige Siedlung der Herrnhuter Brüdergemeine aus dem Jahr 1806. Königsfeld wurde somit die erste Siedlungsgründung im Gebiet des heutigen Baden-Württemberg der 1727 in Herrnhut durch Nikolaus Ludwig Graf von Zinzendorf ins Leben gerufenen protestantisch-pietistischen Brüdergemeine. Die Gründungsurkunde König Friedrichs I. von Württemberg datiert auf den 12. August 1806. Glaubensflüchtlinge aus Frankreich und Italien wurden auf zugeteiltem Gebiet in Württemberg unter Beibehaltung der ursprünglichen Gemeindenamen Sprache und Gottesdienstform angesiedelt. Unter der Leitung des Pfarrers Henri Arnaud besiedelten die Vertriebenen eine Gegend im Nordwesten des Herzogtums. 1720 mussten etwa 40 Personen wegen ihres Übertritts zum Protestantismus das hohenzollerische Bärenthal verlassen und nach Wurmberg in Württemberg auswandern.
In der damals noch unabhängigen Reichsstadt Ulm wurden 1731 die Tore für fast 3000 Salzburger Exulanten der Gegenreformation geöffnet.
Im 19. Jahrhundert entstanden auch in bisher römisch-katholischen Gebieten (Süd-)Württembergs evangelische Gemeinden.

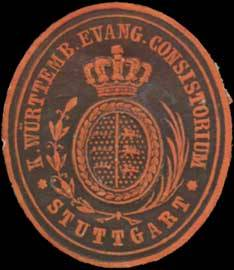
Siegelmarke der Evangelischen Konsistoriums zu Stuttgart

 Zur Verwaltung der kirchlichen Angelegenheiten wurde innerhalb des Kultministeriums in Württemberg (heute Ministerium für Kultus, Jugend und Sport Baden-Württemberg) eine Abteilung eingerichtet, welche die Bezeichnung Konsistorium erhielt. An seiner Spitze stand der Konsistorialpräsident.
Am Ende des Ersten Weltkriegs musste der König von Württemberg abdanken. Die Kirche hatte somit formal kein Oberhaupt mehr. Daher übernahmen zunächst die führenden Geistlichen der Kirche (Prälaten) und der Konsistorialpräsident die Kirchenleitung. 1923/1924 gab sich die Württembergische Landeskirche eine Verfassung und setzte einen Kirchenpräsidenten als Oberhaupt der Kirche ein, der ab 1933 den Titel Landesbischof erhielt.

### Entwicklung des Pietismus als Besonderheit der Landeskirche
Eine Besonderheit der Württembergischen Landeskirche ist die enge Verbindung mit dem Pietismus. Im frühen 18. Jahrhundert war das Herzogtum Württemberg das größte protestantische Territorium im ansonsten katholischen Südwesten Deutschlands. Deshalb wurde von Seiten der Obrigkeit besonders streng auf die Einhaltung des lutherischen Bekenntnisses geachtet, was oft zu einem gewissen Dogmatismus in der Theologie führte. Als Gegenbewegung etablierte sich der Pietismus, dessen wichtigstes Kennzeichen bis heute die persönliche Frömmigkeit ist.
Das Verhältnis von offizieller Landeskirche und Pietisten war oft schwierig. Allerdings gab es auf beiden Seiten immer wieder Menschen, die Verständnis für den jeweils anderen hatten, so dass sich die meisten pietistischen Gruppen innerhalb der Landeskirche entwickelten. Noch heute machen die Pietisten einen großen Anteil der ehrenamtlichen Mitarbeiterschaft in der Landeskirche aus. Viele Kirchengemeinden im altwürttembergischen Raum haben bis heute eine pietistische Prägung.

### Kirchenkonvent
Die Kirchenkonvente bestanden aus Vogt, Pfarrer und zwei bis drei Richtern. Sie entwickelten sich zur regelrechten Sittenpolizei. Im 18. Jahrhundert wurden Lichtkerzen, Spielabende, Kegelspiel, außereheliche Schwangerschaften und Fastnachtsbräuche nach kriminalistischen Verhören mit Geld- und Freiheitsstrafen belegt. Eine Dauerklage bildete das weitverbreitete Überfeldlaufen der Dorfbewohner. Oft besuchten ganze Gruppen die Feste in katholischen Dörfern. Der Fasnetstanz zog Mitte des 17. Jahrhunderts die Anwohner der evangelischen Dörfer stark an; die Ermahnungen blieben ergebnislos.

## Leitung

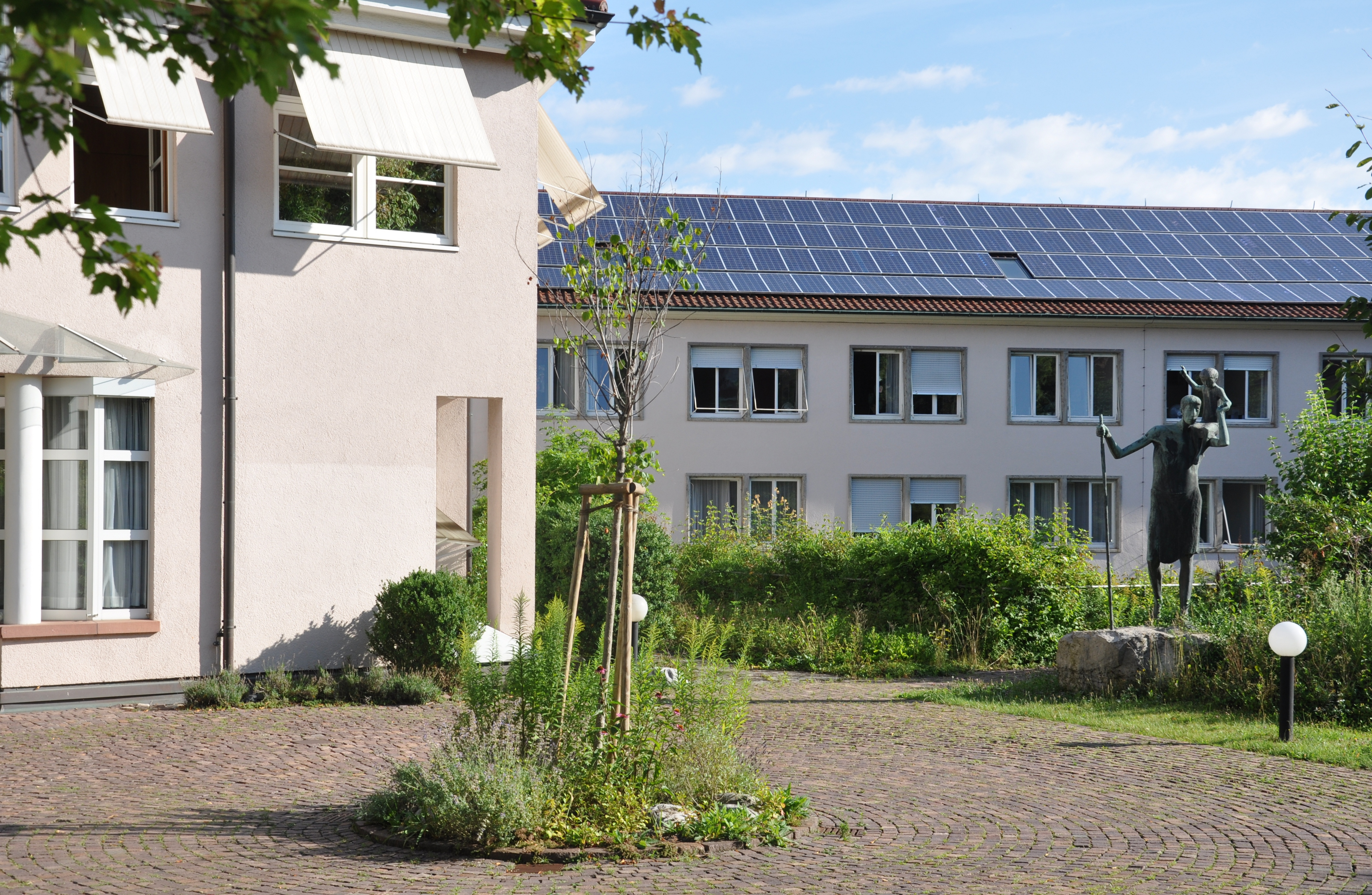
Oberkirchenrat der Evangelischen Landeskirche in der Gänsheidestraße in Stuttgart, zugleich Dienstsitz des Landesbischofs (zurzeit abgerissen, wird neu gebaut)

An der Spitze der Evangelischen Landeskirche in Württemberg steht der Landesbischof (bis 1933 Kirchenpräsident). Er wird von der Landessynode mit einer Zweidrittelmehrheit gewählt. Seine Amtszeit währte ursprünglich auf Lebenszeit und endete spätestens mit Vollendung des 68. Lebensjahres. In der Regel geht er jedoch bereits nach Vollendung seines 65. Lebensjahres in den Ruhestand, so dass dann ein neuer Landesbischof gewählt werden muss. Die Landessynode im Herbst 2006 beschloss die Begrenzung der Amtszeit auf zehn Jahre.
Dem Landesbischof kommt die oberste Leitung der Landeskirche zu. Er hat das Recht, in allen gottesdienstlichen Räumen der Landeskirche das Wort Gottes zu verkündigen. Durch diesen Verkündigungsdienst wird die Kirche geistlich geleitet. Unterstützt wird er darin von den Prälatinnen und Prälaten sowie den Dekaninnen und Dekanen. Der Landesbischof sitzt dem Kollegium des Oberkirchenrats vor und vertritt die Landeskirche nach außen. (Begriffsbestimmung in der Landeskirche)
Seit 2022 hat Ernst-Wilhelm Gohl dieses Amt inne. Der Landesbischof hat einen theologischen und einen juristischen Vertreter. Theologischer Vertreter ist der dienstälteste der insgesamt vier Prälaten (Regionalbischöfe). Juristischer Vertreter ist der Direktor des Oberkirchenrats, früher zeitweise als Vizepräsident bezeichnet. Gegenwärtig ist die theologische Stellvertreterin des Landesbischofs Prälatin Gabriele Wulz.

### Frühere Leitung
Nach Einführung der Reformation in Württemberg 1534 wurden die kirchlichen Angelegenheiten ab 1553 gemeinsam vom Konsistorium (geistliche Angelegenheiten) und vom Kirchenrat (Verwaltung) getätigt. Das Leitungsgremium bestand aus der Vorstandschaft (Obersuperattendenz und Direktion) und den ordentlichen Mitgliedern. 1698 wurden Konsistorium und Kirchenrat getrennt. Das Konsistorium wurde dann von einem Präsidenten geleitet, dem ein Vizepräsident zur Seite stand. Dem Konsistorium gehörten mehrere Konsistorialräte geistlichen und weltlichen Standes an. Dem Kirchenrat stand ein Direktor vor, dem ein Vizedirektor zur Seite stand. Der Kirchenrat hatte mehrere Expeditionsräte.
1803 wurde Württemberg Kurfürstentum und erheblich vergrößert. Für die neuwürttembergischen Landesteile wurde in Heilbronn ein eigenes Konsistorium errichtet, das die Dekanate Aalen, Esslingen, Schwäbisch Hall, Heilbronn und Reutlingen umfasste. Dem Heilbronner Konsistorium stand ein Präsident, ein geistlicher und ein weltlicher Rat sowie ein weltlicher Assessor vor. 1806 wurde, als Württemberg Königreich und erneut vergrößert wurde, das Konsistorium Heilbronn wieder abgeschafft.
Ab 1806 wurden die kirchlichen Angelegenheiten in Württemberg dem Ministerium des geistlichen Departements unterstellt, das später Ministerium des Kirchen- und Schulwesens und schließlich Kultministerium bzw. Kultusministerium hieß. Innerhalb dieses Ministeriums war das Konsistorium eine besondere Abteilung, dem ein Direktor, später Präsident, vorstand.

### Direktoren bzw. Präsidenten des Evangelischen Konsistoriums
- 1799–1808: Gottlob Christian von Lang, Direktor
- 1809–1819: Johann Friedrich von Schmidlin, Direktor
- 1819–1829/39 Johann Eberhard von Wächter, Direktor (bis 1821 Vizedirektor)
- 1830–1842: Benjamin Ferdinand von Mohl, Direktor
- 1842–1850: Karl Friedrich Christian von Scheurlen, Direktor
- 1850–1852: Karl Eberhard Freiherr von Wächter-Spittler, Direktor
- 1852–1866: August Friedrich von Köstlin, Direktor
- 1866–1869: Eduard von Schmidlin, Direktor
- 1870–1876: Karl Ludwig von Golther, Präsident des Konsistoriums
- 1876–1885: Ludwig Friedrich von Bitzer, Präsident des Konsistoriums
- 1885–1905: Wilhelm Freiherr von Gemmingen, Präsident des Konsistoriums
- 1905–1910: Viktor von Sandberger, Konsistorialpräsident
- 1910–1912: Hermann von Habermaas, Konsistorialpräsident
- 1913–1924: Hermann von Zeller, Konsistorialpräsident

### Kirchenpräsidenten und Landesbischöfe

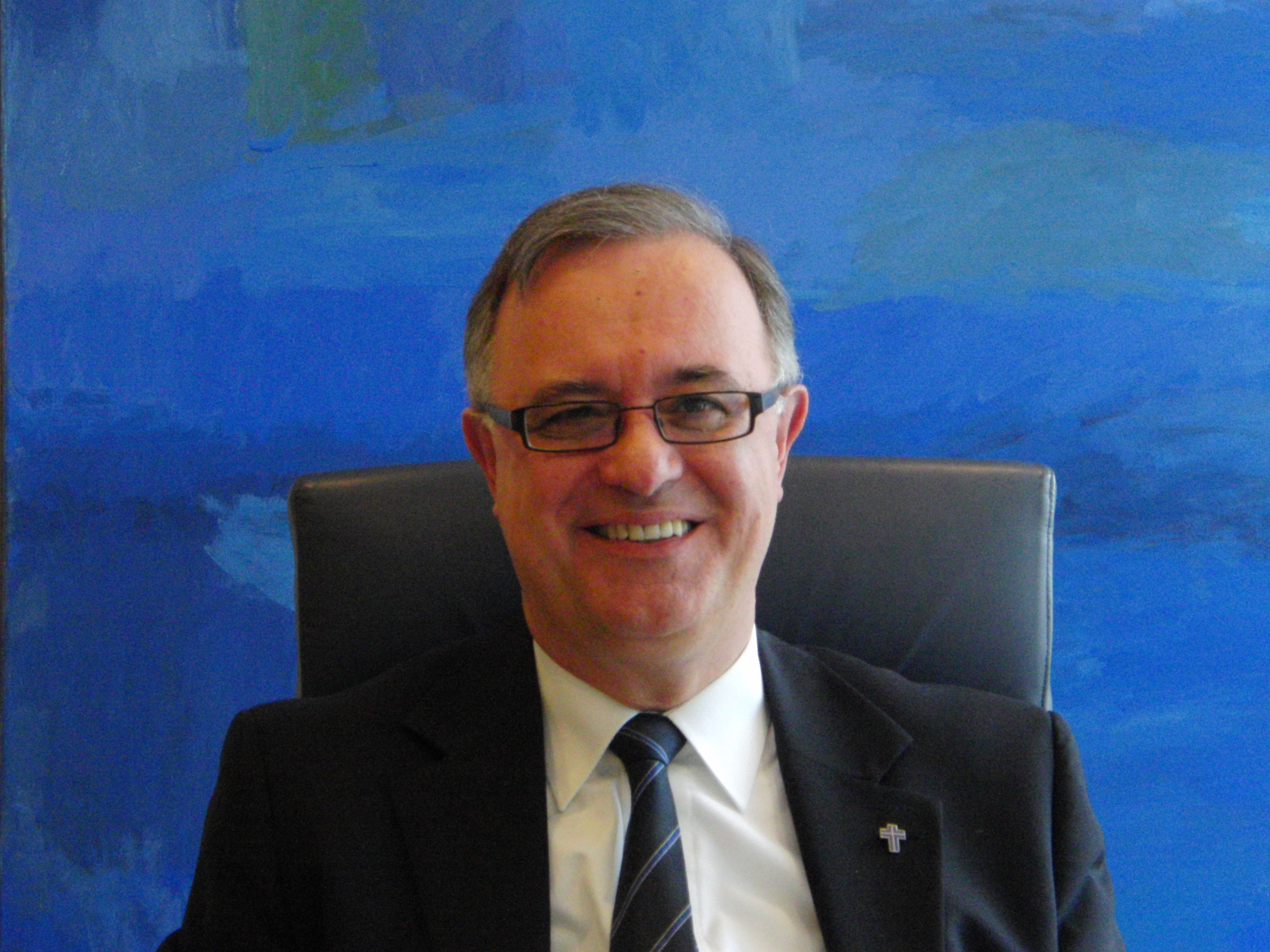
Frank Otfried July, von 2005 bis 2022 Landesbischof der Evang. Landeskirche in Württemberg

- 1924–1929: Johannes von Merz, Kirchenpräsident
- 1929–1948: Theophil Wurm, Landesbischof (bis 1933 Kirchenpräsident)
- 1948–1962: Martin Haug, Landesbischof
- 1962–1969: Erich Eichele, Landesbischof
- 1969–1979: Helmut Claß, Landesbischof
- 1979–1988: Hans von Keler, Landesbischof
- 1988–1994: Theo Sorg, Landesbischof
- 1994–2001: Eberhardt Renz, Landesbischof
- 2001–2005: Gerhard Maier, Landesbischof
- 2005–2022: Frank Otfried July, Landesbischof
- seit 2022: Ernst-Wilhelm Gohl, Landesbischof

### Direktoren des Oberkirchenrats
- 1945–1949: Wilhelm Lempp
- 1949–1973: Rudolf Weeber
- 1973–1979: Kurt Ströbel
- 1979–1986: Karl Dummler
- 1986–1995: Martin Dietrich
- 1995–2001: Martin Daur
- 2001–2017: Margit Rupp
- seit 2017: Stefan Werner

## Landessynode
Als Parlament hat die Landeskirche eine Landessynode. Diese wird in Württemberg, als einziger Gliedkirche der EKD, direkt von den Gemeindegliedern für eine Wahlperiode von sechs Jahren gewählt (Urwahl). Ihre Aufgaben sind ähnlich wie die eines politischen Parlaments und liegen vor allem im Haushaltsrecht und in der kirchlichen Gesetzgebung. Die Mitglieder der Synode heißen Synodale, werden in Wahlkreisen gewählt und gehören verschiedenen Gesprächskreisen an, die sich in Zielsetzung und Prägung unterscheiden:
- Lebendige Gemeinde: konservativ-evangelikales oder pietistisches Spektrum.
- Evangelium und Kirche: Mittelgruppe, die 1933/1934 aus dem Widerstand gegen die Deutschen Christen entstanden ist.
- Offene Kirche: sozialliberales bis linkes Spektrum.
- Kirche für Morgen ist erst seit der 13. Synode dabei und ist eine Initiative zur Reform der Württembergischen Landeskirche.

Vorsitzende der Landessynode ist die Präsidentin der Synode bzw. der Präsident der Synode. Gegenwärtig ist Sabine Foth Präsidentin der 16. Landessynode (seit 2020).
Die 15. Landessynode wurde am 1. Dezember 2013 gewählt. Ihr gehören 90 direkt gewählte und sieben zugewählte Mitglieder an, außerdem als Vertreter der Evangelisch-Theologischen Fakultät zunächst Hans-Joachim Eckstein ab Oktober 2016 Jürgen Kampmann.

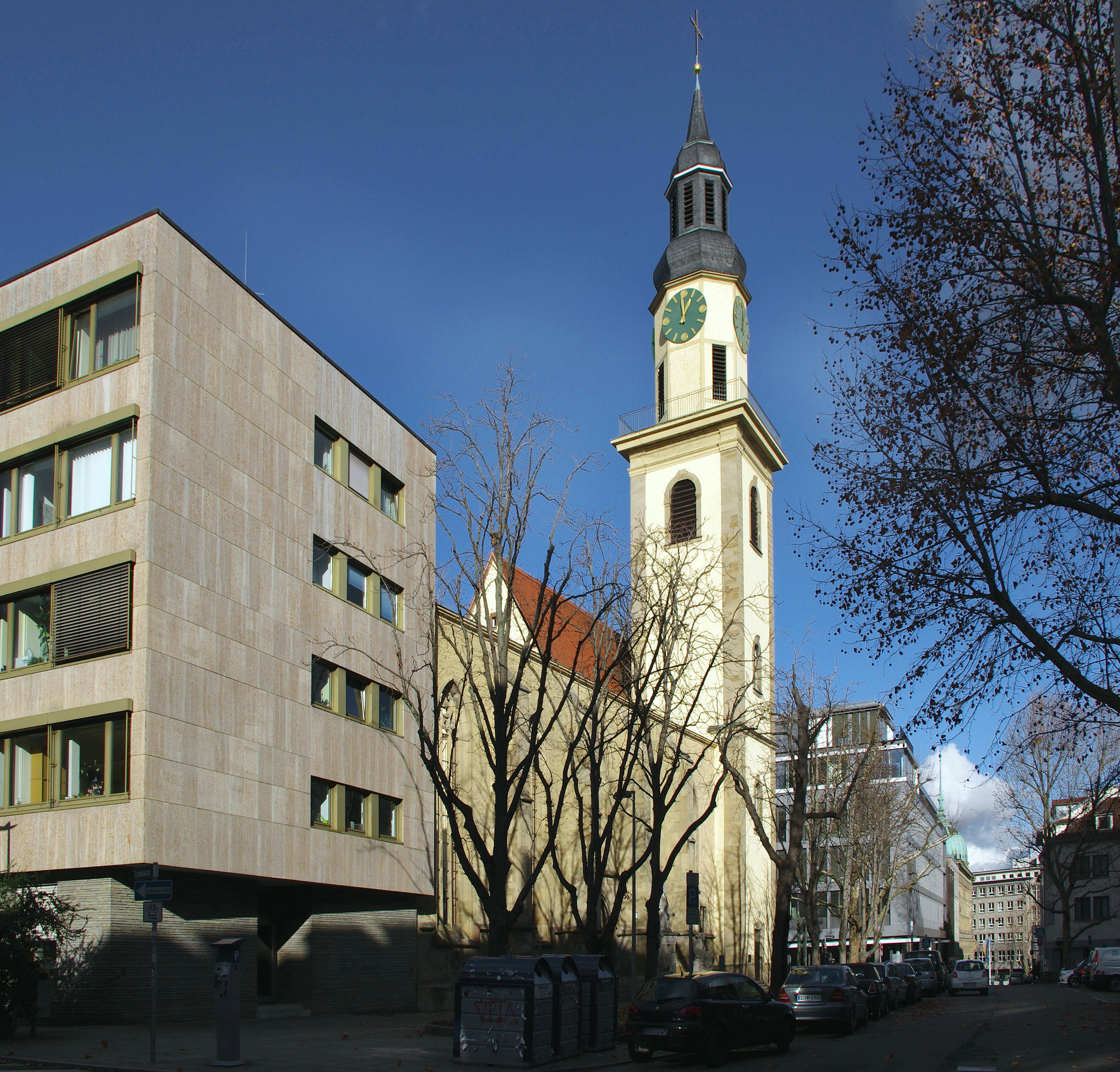
Die Stuttgart Hospitalkirche mit dem dazugehörenden Hospitalhof in Stuttgart, dem wichtigsten Tagungsort der Landessynode

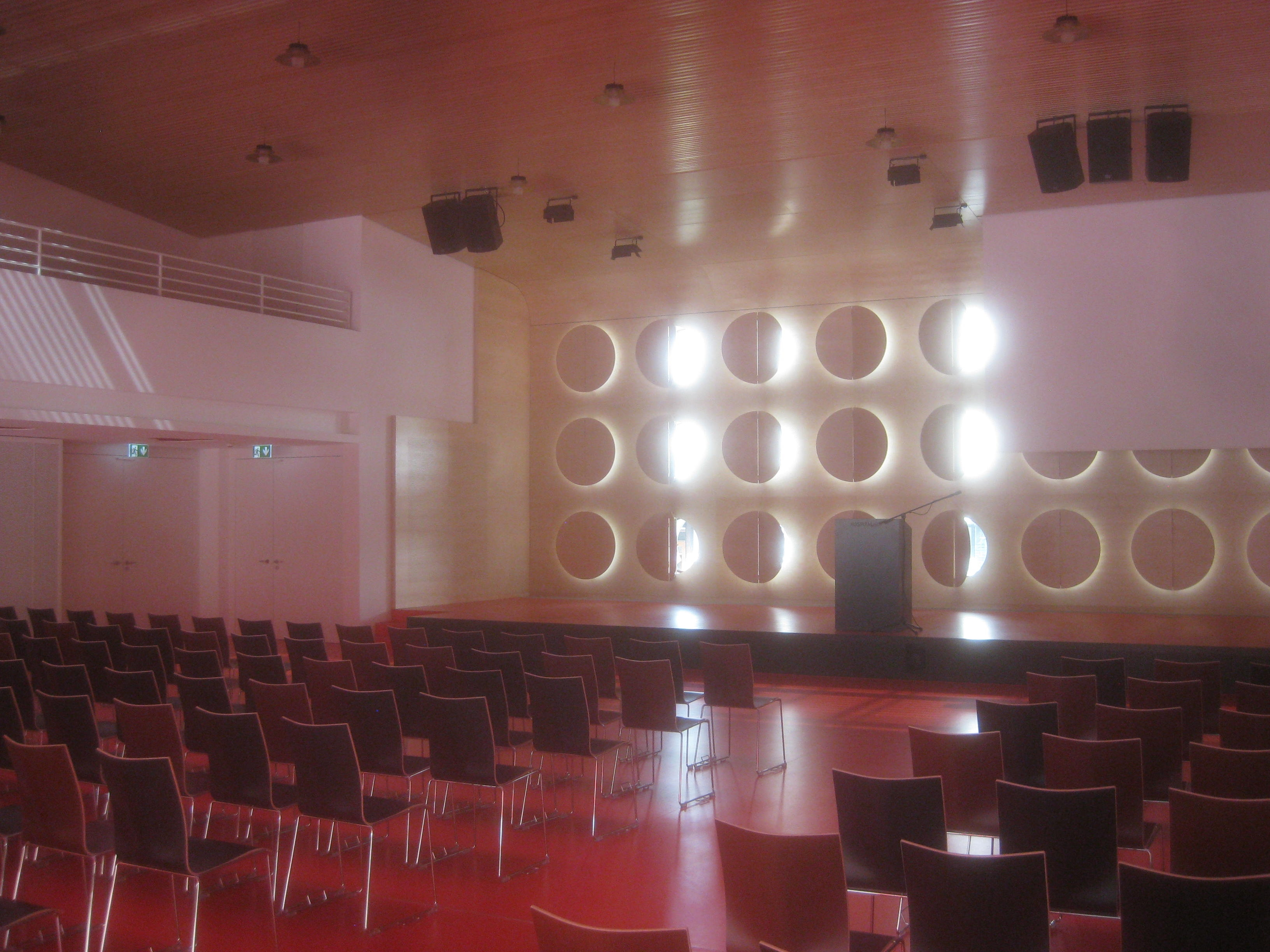
Großer Tagungssaal, in dem die Landessynode in der Regel zu den Sitzungen zusammenkommt

Bei der 16. Landessynode, die am 1. Dezember 2019 gewählt wurde, verlor die Gruppe Lebendige Gemeinde, bisher stärkste Kraft in der Synode, 8 Sitze und lag im Ergebnis der Kirchenwahl gleichauf mit Offene Kirche. Die Gruppe Kirche für morgen konnte ihre Zahl an Mandaten zwar mehr als verdoppeln, stellt aber weiterhin die kleinste der in der Landessynode vertretenen Gesprächskreise. Infolge des Ausscheidens von Mitgliedern und Nachrücken von Ersatzbewerbern aus den Wahlkreisen mit nächstniedriger Stimmzahl, unabhängig der Zugehörigkeit zu Gesprächskreisen, können sich die Sitzzahlen verändern. Die gegenwärtige Sitzverteilung sieht so aus:
- Lebendige Gemeinde: 30
- Evangelium und Kirche: 17
- Offene Kirche: 31
- Kirche für morgen: 12

Die Synodalen kamen am 15. Februar 2020 im Hospitalhof in Stuttgart zur konstituierenden Sitzung zusammen.

### Geschichte der Landessynode
Innerhalb der Evangelischen Landeskirche in Württemberg gibt es erst seit 1869 eine Landessynode. Die damalige Gründung der Synode hängt auch mit der allgemeinen politischen Entwicklung in Deutschland zusammen. Anfang des 19. Jahrhunderts war die Kirche fest in das Staatsgefüge integriert. Die württembergische Verfassung von 1819 wollte erstmals den Kirchen mehr Eigenständigkeit geben. Jedoch konnte dies zunächst, vor allem auch wegen des Widerstandes des Königs, nicht umgesetzt werden. Mit der Einführung einer neuen Liturgie und eines neuen Gesangbuchs 1841 wurden neue Versuche unternommen, der Kirche eine eigene Verfassung zu geben. 1845 gab es auch einen Entwurf einer Presbyterial- und Synodalordnung, doch machte die Revolution von 1848/1849 die Umsetzung wieder zunichte.
Der erste Schritt zur Schaffung einer Synode wurde dann 1851 erreicht, als der König durch Verordnung vom 28. Januar 1851 die Bildung von Pfarrgemeinderäten (heute Kirchengemeinderat) erlaubte. Diese Gremien bestanden aus dem örtlichen Geistlichen und aus Männern über 40 Jahre, die von selbständigen Männern, so genannten „Hausvätern“ über 30 Jahre, gewählt wurden. Durch Verordnung vom 18. November 1851 wurden mit dem zweiten Schritt auch Diözesansynoden (heute Bezirkssynode) errichtet. Ihr gehörten die Geistlichen des Kirchenbezirks und eine gleiche Anzahl Kirchenälteste (heute Kirchengemeinderäte) an. Letztere wurden von den Pfarrgemeinderäten gewählt. Die Synode sollte einmal pro Jahr tagen. 
Der dritte Schritt, die Bildung einer Landessynode, wurde zunächst vom König weiter abgelehnt. Erst König Karl stand dem Ansinnen positiv gegenüber. So kam es 1866 zu einem ersten Zusammentreffen unter August Ludwig Reyscher in Stuttgart. Die Versammlung erarbeitete Grundsätze für eine Synodalverfassung. Im Juli 1866 wurde dem Cultministerium ein Entwurf vorgelegt und nach verschiedenen Beratungen wurde durch die königliche Verordnung vom 20. Dezember 1867 die Landessynode eingeführt. Sie war im Wesentlichen die Grundlage für alle Synoden bis 1919. Ihr gehörten 50 Abgeordnete, 25 weltliche und 25 geistliche an und sollte alle vier Jahre einberufen werden. Die tatsächliche Einberufung verzögerte sich jedoch teilweise erheblich. Sie dauerte meist nur wenige Wochen oder auch nur ein paar Tage. Die Synode wurde von einem Präsidenten und einem Vizepräsidenten geleitet. Beide wurden zunächst vom König nach entsprechendem Vorschlag ernannt, ab 1888 von der Synode gewählt. Daneben gab es einen Schriftführer. Zwischen den einzelnen Sitzungen versah ein Ausschuss die Amtsgeschäfte. Dieser bestand aus dem Präsidenten sowie zwei geistlichen und zwei weltlichen Mitgliedern der Synode. Die erste Landessynode wurde im Februar 1869, gut ein Jahr nach ihrer formellen Einrichtung 1867, einberufen.
Nach Wegfall des landesherrlichen Kirchenregiments 1918 wurde das Kirchenwesen in Deutschland neu organisiert. Grundlage war die Weimarer Reichsverfassung von 1919, die eine Trennung von Staat und Kirche vorsah. Die auf ihr basierende Verfassung für die Württembergische Landeskirche sah ein direkt gewähltes Gremium vor. Das hierfür erforderliche Gesetz wurde von der 1912 einberufenen Landessynode am 20. Januar 1919 beschlossen. Diese Landessynode hätte eigentlich 1918 neu gewählt werden sollen, wegen des Krieges war die Wahl jedoch verschoben worden. Das nach dem neuen Gesetz zu wählende Kirchengremium wurde nunmehr als Landeskirchenversammlung bezeichnet und bestand aus 55 weltlichen und 26 geistlichen Abgeordneten. Neben der Urwahl durch die Gemeindeglieder der gesamten Landeskirche war auch die Einführung des Frauenwahlrechts neu. Die wichtigste Aufgabe der Landeskirchenversammlung war die Ausarbeitung einer Kirchenverfassung für die Evangelische Landeskirche in Württemberg. Sie wurde am 24. Juni 1920 verabschiedet, trat jedoch erst am 1. April 1924 in Kraft. Die Landeskirchenversammlung von 1919 sollte nach drei Jahren neu gewählt werden, doch wurde die Legislaturperiode zweimal bis 1924 verlängert.
Entsprechend der Kirchenverfassung von 1919/1924 bzw. des 1922 verabschiedeten Gesetzes über die Wahlen zum Landeskirchentag trug das von den Gemeindegliedern zu wählende Gremium nunmehr die Bezeichnung Landeskirchentag. Dieser hatte 60 Abgeordnete, 40 weltliche und 20 geistliche. Die Wahlperiode wurde auf sechs Jahre verlängert. Das Wahlrecht auf 25 Jahre festgelegt. Die Sitzungen des Gremiums sollten alle zwei Jahre einberufen werden. 
Nach der Machtergreifung Hitlers 1933 sollte auch die Kirche im gesamten Deutschen Reich gleichgeschaltet werden. Daher wurde im Juli 1933 zwangsweise ein neuer 3. Landeskirchentag einberufen, wenngleich der vorherige 2. Landeskirchentag erst 1931 gewählt worden war. Dieses Gremium rekrutierte sich aber nicht aus einer Urwahl, sondern vielmehr durch Delegierte, für die zuvor festgelegt wurde, aus welchem „Lager“ sie kamen. So erhielten die Deutschen Christen 34 von 61 Sitzen zugeteilt. Der so gebildete 3. Landeskirchentag sollte die Württembergische Landeskirche in die Deutsche Reichskirche eingliedern. Bis 1934 gaben jedoch zahlreiche Abgeordnete der Deutschen Christen entweder ihr Mandat auf oder sie wechselten zu den beiden anderen Gruppierungen im Gremium über. Die Deutschen Christen hatten somit keine Mehrheit mehr und so konnte die Eingliederung in die Reichskirche nicht durchgesetzt werden. Unabhängig davon wurde versucht, Landesbischof Theophil Wurm abzulösen. Zu diesem Zweck wurde von den Deutschen Christen am 9. Oktober 1934 eine eigene 18-köpfige parallele Landessynode einberufen, die den Absetzungsbeschluss fasste. Der 3. Landeskirchentag erklärte wenige Wochen später diesen Beschluss für nichtig. Neben dem Landeskirchentag wurde zwischen 1936 und 1940 mehrmals ein weiteres Gremium einberufen, der Beirat der Kirchenleitung. Diesem gehörten 40 weltliche und 20 geistliche Mitglieder an.
Der 3. Landeskirchentag wäre 1939 neu zu wählen gewesen. Er hatte zu jener Zeit nur noch 41 Mitglieder. Eine Wahl war aber wohl nicht möglich, daher wurde die Legislaturperiode bis auf Weiteres verlängert. Er tagte dann noch 1941 und 1943. Entscheidungen konnte der Landeskirchentag kaum noch treffen. Vielmehr war er zu einem Zustimmungsorgan für die Kirchenleitung geworden. 
Nach dem Zweiten Weltkrieg tagte der 3. Landeskirchentag letztmals 1946. Er verabschiedete eine neue Wahlordnung. Danach wurde das aktive Wahlrecht auf 21 herabgesetzt. 1964 wurde der Landeskirchentag in Landessynode umbenannt. Die fortlaufende Zählung wurde aber beibehalten.

### Präsidenten der Landeskirchentage und Landessynoden seit 1869
| Bezeichnung                         | Jahr der Tagungen bzw. Legislaturperioden | Präsident                                                                     |
| ----------------------------------- | ----------------------------------------- | ----------------------------------------------------------------------------- |
| I. Landessynode                     | 1869                                      | Gustav von Duvernoy                                                           |
| II. Landessynode                    | 1875/1878                                 | Gustav von Duvernoy                                                           |
| III. Landessynode                   | 1886                                      | D. Karl von Riecke                                                            |
| IV. Landessynode                    | 1888                                      | D. Karl von Riecke                                                            |
| V. Landessynode                     | 1897                                      | August von Landerer                                                           |
| VI. Landessynode                    | 1900/1901                                 | August von Landerer                                                           |
| VII. Landessynode                   | 1907/1911                                 | Hermann von Zeller                                                            |
| VIII. Landessynode                  | 1912 1913/1919                            | Hermann von Zeller Karl von Haffner                                           |
| Landeskirchenversammlung            | 1919–1924                                 | Karl von Haffner                                                              |
| 1. Landeskirchentag                 | 1925–1931                                 | Hermann Röcker                                                                |
| 2. Landeskirchentag                 | 1931/1932                                 | Hermann Röcker                                                                |
| 3. Landeskirchentag                 | 1933, 1939–1941, 1943, 1946               | Karl Steger Edmund Rau                                                        |
| Landessynode der DC                 | 1934                                      | Eberhard Krauß                                                                |
| 4. Landeskirchentag                 | 1948–1953                                 | Paul Lechler jun.                                                             |
| 5. Landeskirchentag                 | 1954–1959                                 | Paul Lechler jun.                                                             |
| 6. Landeskirchentag 6. Landessynode | 1960–1964 1964–1965                       | Heinz Autenrieth                                                              |
| 7. Landessynode                     | 1966–1971                                 | Oskar Klumpp (Rücktritt 17. Oktober 1968) Hans von Keler (ab 20. Januar 1969) |
| 8. Landessynode                     | 1972–1977                                 | Hans Eißler                                                                   |
| 9. Landessynode                     | 1978–1983                                 | Helmuth Flammer († 1980) Martin Holland (ab 1981)                             |
| 10. Landessynode                    | 1984–1989                                 | Oswald Seitter                                                                |
| 11. Landessynode                    | 1990–1995                                 | Oswald Seitter                                                                |
| 12. Landessynode                    | 1996–2001                                 | Dorothee Jetter                                                               |
| 13. Landessynode                    | 2002–2007                                 | Horst Neugart                                                                 |
| 14. Landessynode                    | 2008–2013                                 | Christel Hausding                                                             |
| 15. Landessynode                    | 2014–2019                                 | Inge Schneider                                                                |
| 16. Landessynode                    | 2020–2025                                 | Sabine Foth                                                                   |

## Verwaltung

### Oberkirchenrat und Verwaltungshierarchie
Der Landesbischof hat seinen Amtssitz in Stuttgart. Er ist Vorsitzender des Oberkirchenrats, eines Kollegialorgans, das entsprechend der Verfassung der Landeskirche gemeinsam mit der Synode die Landeskirche leitet. Diesem Kollegium, das gleichsam die Regierung (Exekutive) der Landeskirche ist, gehören neben dem Landesbischof als dessen juristische Stellvertreterin der Direktor im Evangelischen Oberkirchenrat, seit 2017 Stefan Werner, die vier Prälaten, und die sieben Dezernenten (sie führen den Titel „Oberkirchenrat“) an. Die Mitarbeiter der Kollegialbehörde verwalten die Landeskirche im Oberkirchenrat als der obersten Verwaltungsbehörde der Landeskirche. Die wesentlichen Personalentscheidungen werden vom Landeskirchenausschuss getroffen, in dem Landesbischof, Synodalpräsident und Synodale vertreten sind. Widerspruch gegen Entscheidungen der obersten Kirchenbehörde kann beim Württembergischen Kirchlichen Verwaltungsgericht, nicht aber bei der EKD eingelegt werden.
In der Verwaltungshierarchie ist die Landeskirche von unten nach oben wie folgt aufgebaut: An der Basis stehen die Kirchengemeinden als Körperschaften des öffentlichen Rechts mit gewählten Kirchengemeinderäten. Mehrere Kirchengemeinden bilden zusammen einen Kirchenbezirk bzw. Kirchenkreis (in der allgemeinen Verwaltung mit einem Landkreis vergleichbar), an dessen Spitze ein Dekan (in den meisten anderen Landeskirchen Superintendent) steht. Der 2008 durch Vereinigung der vier Kirchenbezirke der Stadt Stuttgart gebildete Kirchenkreis Stuttgart hat weiterhin vier Dekane. Ferner hatte der Kirchenbezirk Ravensburg zwischen 1992 und 2003 zwei Dekane, von denen einer als Co-Dekan fungiert. Die Kirchenbezirke bzw. Kirchenkreise sind ebenfalls Körperschaften des öffentlichen Rechts und haben als Gremium die Bezirkssynode bzw. Kirchenkreissynode, deren Mitglieder von den jeweiligen Kirchengemeinden bestellt werden. Mehrere Kirchenbezirke bzw. Kirchenkreise bilden zusammen eine Prälatur, auch Sprengel genannt (in der allgemeinen Verwaltung einem Regierungsbezirk vergleichbar), an dessen Spitze der Prälat (früher Generalsuperintendent) steht. Diese Verwaltungsebene hat kein Gremium. Die vier Prälaturen bilden zusammen die Landeskirche (in der allgemeinen Verwaltung mit dem Land vergleichbar).

### Prälaturen
Die Prälaturen (auch Sprengel genannt) sind die Gebiete der vier Prälaten der Landeskirche. Sie sind nach ihrem Dienstsitz (Heilbronn, Reutlingen, Stuttgart und Ulm) benannt. Die Prälaten nehmen die Aufgaben eines Regionalbischofs wahr, u. a. Visitation der Dekanatämter und Kirchenbezirke, Seelsorge unter den Pfarrern und Mitwirkung bei der Wiederbesetzung der Gemeindepfarrstellen.
Das heutige Prälatenamt geht auf das Jahr 1551 zurück. Damals wurden Generalsuperintendenten eingesetzt. Diese hatten zunächst keinen festen Amtssitz. Vielmehr wurden bestimmte Geistliche mit den besonderen Aufgaben betraut, die sie zusätzlich zu erledigen hatten. Anfangs sind vier Generalsuperintendenten nachzuweisen. Sie wurden mit den Orten Adelberg, Bebenhausen, Denkendorf und Maulbronn bezeichnet. 1806 wurde Heilbronn als fünftes Generalat errichtet. 1810 wurden die Generalate Adelberg, Bebenhausen und Denkendorf aufgehoben und dafür vier neue Generalate Tübingen, Ulm, Öhringen-Schöntal und Urach errichtet. 1823 wurden die Generalate Öhringen-Schöntal und Urach wieder aufgehoben und dafür Schwäbisch Hall, Reutlingen und Ludwigsburg neu errichtet, so dass es ab 1823 sechs Generalate gab. 1913 wurde die Anzahl der Prälaturen auf vier reduziert, da die Prälaturen Schwäbisch Hall und Tübingen durch Königliche Entschließung vom 16. März 1913 zum 1. April 1913 aufgehoben wurden. Weitere Veränderungen gab es 1933, 1956, 1992 und 2003, so dass es heute noch vier Prälaturen gibt.
Die folgende Übersicht zeigt die Veränderung in Anzahl und Bezeichnung der Generalate bzw. Prälaturen:
- bis 1806: Adelberg, Bebenhausen, Denkendorf, Maulbronn
- 1806: Adelberg, Bebenhausen, Denkendorf, Heilbronn, Maulbronn
- 1810: Heilbronn, Maulbronn, Öhringen-Schöntal, Tübingen, Ulm, Urach
- 1823: Heilbronn, Ludwigsburg (statt Maulbronn), Reutlingen (statt Urach), Schwäbisch Hall (statt Schöntal), Tübingen, Ulm
- 1913: Heilbronn, Ludwigsburg, Reutlingen, Ulm
- 1933: Heilbronn, Ludwigsburg, Stuttgart, Ulm
- 1956: Heilbronn, Reutlingen, Stuttgart, Ulm
- 1992: Heilbronn, Ludwigsburg, Reutlingen, Stuttgart, Ulm
- 2003: Heilbronn, Reutlingen, Stuttgart, Ulm

2025 beschloss die Landessynode die Reduzierung auf zwei Prälaturen. Die nächsten frei werdenden Prälaturen, das sind Ulm und Stuttgart, sollen demnach nicht wieder besetzt werden.

### Kirchenbezirke bzw. Kirchenkreise

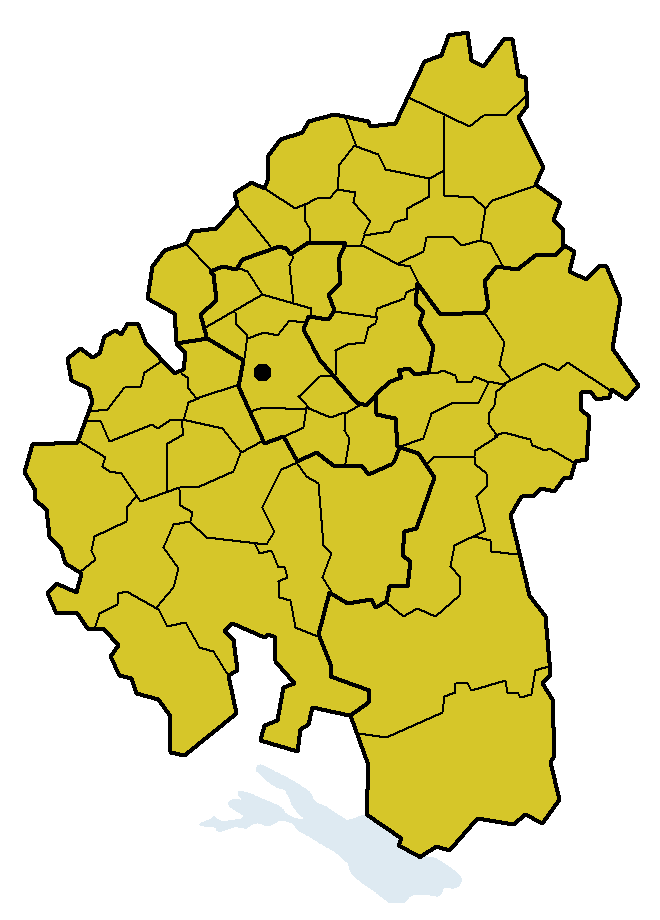
Grenzen der Prälaturen (dicke Linien) und Kirchenbezirke (schmale Linien) (Stand 2014)

Die vier Prälaturen gliedern sich seit 1. Januar 2025 in insgesamt 41 Kirchenbezirke bzw. Kirchenkreise. Die meisten sind deckungsgleich mit den Dekanaten. Lediglich der Kirchenkreis Stuttgart besteht weiterhin aus vier Dekanatsbezirken. Ferner gab es im Kirchenbezirk Ravensburg zwischen 1992 und 2003 zwei Dekanatsbezirke, Friedrichshafen und Ravensburg. In den fusionierten Bezirken Bad Urach-Münsingen 2013, Calw-Nagold 2019, Weinsberg-Neuenstadt 2020 und Vaihingen-Ditzingen 2020 wurde jeweils eine Übergangsregelung mit zunächst zwei Dekanen getroffen.
Die Kirchenbezirke bzw. Kirchenkreise sind Körperschaften des öffentlichen Rechts und können als solche Träger von Einrichtungen sein und selbst Mitarbeiter anstellen.
Anfang des 19. Jahrhunderts gab es in der württembergischen Landeskirche 49 Kirchenbezirke. Am 1. April 1951 wurde der Kirchenbezirk Schwäbisch Gmünd aus Kirchengemeinden der Kirchenbezirke Aalen, Gaildorf und Welzheim sowie am 1. Januar 1965 der Kirchenbezirk Zuffenhausen aus Kirchengemeinden des Kirchenbezirks Bad Cannstatt errichtet. Am 1. Januar 1976 wurde der Kirchenbezirk Langenburg mit dem Kirchenbezirk Blaufelden vereinigt. Infolge von Einwohnerzuwächsen im Raum Stuttgart, sowie bedingt durch die Gemeindereform der 1970er Jahre wurden dort zwei neue Kirchenbezirke, Ditzingen und Bernhausen, errichtet und der Kirchenbezirk Welzheim aufgelöst. Mit Wirkung vom 1. Januar 1978 wurden die Kirchengemeinden des Kirchenbezirks Welzheim auf die Nachbarkirchenbezirke Schorndorf, Schwäbisch Gmünd und Backnang aufgeteilt und der Kirchenbezirk Ditzingen aus Kirchengemeinden der Kirchenbezirke Leonberg und Ludwigsburg neu gebildet. Am 1. Januar 1981 wurde schließlich der Kirchenbezirk Bernhausen aus Kirchengemeinden der Kirchenbezirk Degerloch, Esslingen und Nürtingen errichtet. Somit gab es bis 2007 insgesamt 51 Kirchenbezirke. Mit Wirkung vom 1. Januar 2008 wurden die vier Kirchenbezirke der Stadt Stuttgart (Stuttgart, Bad Cannstatt, Degerloch und Zuffenhausen) zum Kirchenkreis Stuttgart vereinigt. Damit reduzierte sich die Zahl der Kirchenbezirke bzw. -kreise auf 48. Durch die Fusion der Bezirke Bad Urach und Münsingen 2013 und der Bezirke Calw und Nagold zum 1. Januar 2019 verringerte sich die Zahl auf 46. Durch die Fusion der Bezirke Vaihingen und Ditzingen und der Bezirke Weinsberg und Neuenstadt zum 1. Januar 2020 sowie der Bezirke Blaufelden und Crailsheim zum 1. Januar 2024 und durch die Fusion der Bezirke Göppingen und Geislingen und der Bezirke Sulz am Neckar und Tuttlingen zum 1. Januar 2025 verringerte sich die Zahl auf 41.
Die vier Prälaturen und vier Kirchenbezirke bzw. Kirchenkreise:
| Prälatur Heilbronn (13) - Backnang - Brackenheim - Crailsheim-Blaufelden - Gaildorf - Heilbronn - Künzelsau - Mühlacker - Öhringen - Schorndorf - Schwäbisch Hall - Waiblingen - Weikersheim - Kirchenbezirk Weinsberg-Neuenstadt - Weinsberg-Neuenstadt, Teil Weinsberg - Weinsberg-Neuenstadt, Teil Neuenstadt am Kocher | Prälatur Reutlingen (11) - Bad Urach-Münsingen - Balingen - Böblingen - Calw-Nagold - Calw-Nagold, Teil Calw - Calw-Nagold, Teil Nagold - Freudenstadt - Herrenberg - Leonberg - Neuenbürg - Reutlingen - Kirchenbezirk Rottweil, vormals Sulz und Tuttlingen - Tübingen | Prälatur Stuttgart (9) - Bernhausen - Besigheim - Esslingen - Kirchheim unter Teck - Ludwigsburg - Marbach - Nürtingen - Kirchenkreis Stuttgart bestehend aus den ehemaligen Kirchenbezirken: - Stuttgart Mitte - Bad Cannstatt - Degerloch - Zuffenhausen - Kirchenbezirk Vaihingen-Ditzingen - Vaihingen-Ditzingen, Teil Vaihingen/Enz - Vaihingen-Ditzingen, Teil Ditzingen | Prälatur Ulm (8) - Aalen - Biberach an der Riß - Blaubeuren - Geislingen-Göppingen - Heidenheim - Ravensburg - Schwäbisch Gmünd - Ulm |

### Kirchengemeinden
Die 41 Kirchenbezirke bzw. Kirchenkreise sind in ungefähr 1.250 Kirchengemeinden unterteilt. Nach dem Zweiten Weltkrieg entstanden auch in bislang überwiegend katholischen Gebieten durch Zuzüge von Protestanten neue Kirchengemeinden, deren Gebiet sich auch auf mehrere politische Gemeinden erstrecken kann.
In Einzelfällen – insbesondere in Städten – wurden inzwischen kleinere Kirchengemeinden wieder zu größeren Gemeinden zusammengelegt. Nachdem der demografische Wandel zu einem Rückgang in der Kirchenmitgliedschaft führt, dürfte es auch weiterhin zu Zusammenschlüssen von Kirchengemeinden kommen, so dass sich deren Zahl weiter verringern dürfte.

### Theologen angestellt von Gemeinschaften
Manche der mit Spenden entlohnten hauptamtlichen Mitarbeiter von Gemeinschaften erfüllen mit ihrer Ausbildung und Berufung die Qualitätskriterien für Gemeinschaftsgemeinden innert der Evangelische Landeskirche in Württemberg. Somit können Gottesdienste mit Amtshandlungen wie Taufen, Konfirmationen und Trauungen gefeiert werden. Vertreterdienste innerhalb der evangelischen Landeskirche sind über die Einsetzung durch den evangelischen Dekan des Kirchenbezirks möglich.

## Gesangbücher
In den Gemeinden der Evangelischen Landeskirche in Württemberg waren bzw. sind in den letzten Jahrhunderten vor allem folgende Gesangbücher im Gebrauch:
- Württembergisches Gesang-Buch, Enthaltend eine Sammlung Reiner und Kräfftiger Lieder, Stuttgart 1741
- Wirtembergisches Gesangbuch, zum Gebrauch für Kirchen und Schulen, von dem Königlichen Synodus nach dem Bedüfniß der gegenwärtigen Zeit eingerichtet, Stuttgart, eingeführt am 14. Juni 1791 bzw. mit dem Titel „Gesangbuch für die evangelischen Kirchen und Schulen des Königreichs Württemberg“
- Gesangbuch für die evangelische Kirche in Württemberg. Stuttgart 1842.
- Gesangbuch für die evangelische Kirche in Württemberg. Stuttgart, eingeführt 1912, ab 1936 mit einem „Anhang zum Gesangbuch für die evangelische Kirche in Württemberg, hrsg. von Landeskirchenmusikdirektor Wilhelm Gohl mit Genehmigung des evangelischen Oberkirchenrats“.
- Evangelisches Kirchengesangbuch (EKG), Ausgabe für die Evang. Landeskirche in Württemberg; eingeführt auf Beschluss des Württemberg. Evang. Landeskirchentages vom 13. November 1952 zum Advent 1953.
- Evangelisches Gesangbuch (EG), Ausgabe für die Evangelische Landeskirche in Württemberg, Stuttgart; eingeführt am 1. Advent 1996, 2. verbesserte Auflage 2007.

## Jugendarbeit
Das Evangelische Jugendwerk in Württemberg (EJW) ist eine Dachorganisation der evangelischen Jugendarbeit im Bereich der Evangelischen Landeskirche in Württemberg mit Hauptsitz in Stuttgart. Es arbeitet als Landesstelle selbständig im Auftrag der Evangelischen Landeskirche.
Eichenkreuz ist der Eigenname der Sportarbeit im Evangelischen Jugendwerk. Auch Sportvereine in Württemberg tragen den Namen Eichenkreuz in ihrem Namen.

## Schließungen von Kirchen
Zu den in der jüngeren Geschichte geschlossenen oder umgewidmeten Kirchen gehören folgende Gotteshäuser:
- Ebingen Friedenskirche 1931 eingeweiht, 2024 letzter Gottesdienst der Kirchengemeinde Ebingen, seither kostenlos von der Süddeutschen Gemeinschaft genutzt.[22][23]
- Reutlingen, Leonhardskirche: 1895 eingeweiht 1931, 2010 entwidmet[24]
- Ulm, Paul-Gerhardt-Kirche: 1957 eingeweiht, 2007 entwidmet, 2008 abgerissen[25]
- Waiblingen, Nikolauskirche: 2001 an griechisch-orthodoxe Kirchengemeinde verkauft
- Göppingen, Martin-Luther-Kirche: 2014 an die syrisch-orthodoxe Gemeinde Mor Jakob von Sarug e. V. verkauft
- Göppingen-Bartenbach, Alte Dorfkirche: seit 1983 als Heilig-Kreuz-Kirche von der Armenischen Gemeinde Baden-Württemberg genutzt, ging mit Vertrag vom 18. Dezember 2018 in deren Eigentum über